# Короткие истории (фильм, 1993)
«Короткие истории» (англ. Short Cuts) — кинофильм режиссёра Роберта Олтмена, основанный на произведениях Раймонда Карвера.

## Сюжет
Фильм не имеет чётко выраженного сюжета. В нём присутствуют множество персонажей, которые образуют модель общества 1992 года. Вкратце это групповой портрет Америки в свете декораций Лос-Анджелеса.
Режиссёр показывает мутации, которые произошли в главной социальной ячейке общества к концу XX века. Весь фильм ограничен одним местом — Лос-Анджелесом, и коротким промежутком времени (несколько летних дней). В фильме присутствует 22 основных персонажа, например, врач, чистильщик бассейнов, телеведущий, художница, таксист, официантка кафе. Произведение объединяет в себе десяток историй, встраиваемых друг в друга переплетением сюжетных линий.

## В ролях
- Энди Макдауэлл — Энн Финниган
- Брюс Дэвисон — Говард Финниган, телеведущий
- Джек Леммон — Пол Финниган, отец Говарда
- Джулианна Мур — Мэриэн Уаймен, художница
- Мэттью Модайн — Ральф Уаймен, доктор
- Энн Арчер — Клэр Кейн, актриса
- Фред Уорд — Стюарт Кейн
- Дженнифер Джейсон Ли — Луис Кайзер, оператор линии «секс по телефону»
- Крис Пенн — Джерри Кайзер, специалист по обслуживанию бассейнов
- Лили Тейлор — Хани Буш
- Роберт Дауни мл. — Билл Буш
- Мэделин Стоу — Шерри Шепард, сестра Мэриэн
- Тим Роббинс — Джин Шепард, полицейский
- Лили Томлин — Дорин Пиггот, официантка
- Том Уэйтс — Эрл Пиггот, водитель лимузина
- Фрэнсис Макдорманд — Бетти Уэтерс
- Питер Галлахер — Сторми Уэтерс, пилот вертолёта
- Джарретт Леннон — Чед Уэтерс
- Энни Росс — Тэсс Трейнер, джазовая певица
- Лори Сингер — Зу Трейнер, виолончелистка
- Лайл Ловетт — Энди Битковер
- Бак Генри — Гордон Джонсон
- Хьюи Льюис — Верн Миллер

## Награды и номинации
| Премия                              | Категория                                             | Номинант                      | Результат |
| ----------------------------------- | ----------------------------------------------------- | ----------------------------- | --------- |
| «Оскар»                             | Лучший режиссёр                                       | Роберт Олтмен                 | Номинация |
| «Золотой глобус»                    | Лучший сценарий                                       | Роберт Олтмен, Фрэнк Бархайдт | Номинация |
| «Золотой глобус»                    | Специальная награда за лучший актёрский ансамбль      |                               | Победа    |
| «Независимый дух»                   | Лучший фильм                                          |                               | Победа    |
| «Независимый дух»                   | Лучший режиссёр                                       | Роберт Олтмен                 | Победа    |
| «Независимый дух»                   | Лучшая женская роль второго плана                     | Джулианна Мур                 | Номинация |
| «Независимый дух»                   | Лучший сценарий                                       | Роберт Олтмен, Фрэнк Бархайдт | Победа    |
| «Сезар»                             | Лучший иностранный фильм                              |                               | Номинация |
| Национальный совет кинокритиков США | Топ 10 лучших фильмов года                            |                               | Победа    |
| Венецианский кинофестиваль          | Золотой лев                                           | Роберт Олтмен                 | Победа    |
| Венецианский кинофестиваль          | Приз FIPRESCI                                         | Роберт Олтмен                 | Победа    |
| Венецианский кинофестиваль          | Награда Pasinetti                                     | Роберт Олтмен                 | Победа    |
| Венецианский кинофестиваль          | Специальный Кубок Вольпи за лучший актёрский ансамбль |                               | Победа    |